# ブラック・サージナイト
『ブラック・サージナイト』（Black Surgenight, 繁体字中文：黑潮：深海覺醒 Dark Boom）は、中華人民共和国に本社を置くBilibiliが運営するスマートフォン用のストラテジー形式RPG。日本における公式略称は「ブラサジ」。中華圏での主な略称は艦F（簡体字：舰F）。

## 概要
2013年にサービスを開始した日本のブラウザゲーム『艦隊これくしょん -艦これ-』のヒットに端を発し、中華圏で数多く企画・作成された艦船擬人化を題材とするゲームの1作。中国製で日本に進出した艦船擬人化ゲームとしては、累計で7タイトル目となる。
本作以前のタイトルでは歴史上の艦船を基にした擬人化キャラクターが未知の敵と対峙するシチュエーションが主流であったが、本作では擬人化キャラクターの全てに「深海化」フォームが存在し「人類への復讐」をメインテーマとしている点に独自性がある。

### リリース
2019年6月にプロジェクトネーム『代号:D / Project:D』として開発が発表され、同年秋より台湾・香港・マカオで『深海戰線 Abyss Front』の仮題により10ヶ月に及ぶ長期のオープンβテストを実施した。その1年後、2020年8月1日にBilibiliが行った新作発表会で正式タイトル『黑潮：深海觉醒 Dark Boom』が公表され「同年内のサービス開始を目指す」としていたが、繁体字中文版が2020年10月15日に先行リリースされたのに対し、中国大陸では2021年5月時点で正式リリースに至っていない。
2021年1月28日にTwitterアカウントが開設され、春期に『ブラック・サージナイト』のタイトルで中国大陸と同じくBilibiliの運営により日本版をリリースする予定であることを発表した。2月24日から事前登録を開始、4月20日から28日までクローズドβテストを開催した後、5月20日に正式リリース。
日本版は2022年6月30日12時をもってサービスを終了。繁体字中文版は同年9月9日にサービスを終了した。

## ストーリー
突如として発生した大災害により文明が崩壊した未来。地表の大部分が水没し、世界各地の海域に船舶や航空機が消息を絶つ魔のスポットが出現した。
形骸化した国家の機能は巨大企業組織に取って代わられ、特に神代会社・銀翼財団・薔薇帝国・黒鋒重工の4大コングロマリットは海洋資源採掘を目的とした「ドール」と呼ばれるアンドロイドを競って開発する。企業の利益のため戦線に投入されたドールたちは資源採掘や他の企業との代理戦争で酷使され、最期にはその貢献を労われることもなくスクラップとして廃棄される運命にあった。
しかし、スクラップとなったドールたちはやがて自我に目覚め、自分たちを酷使の末に廃棄した人類への復讐を胸に行動を開始する。

## 登場艦船・キャスト
陣営名は日本版・中文版とも共通。「－」はキャスト未定。

### 神代会社
神代会社（かみしろがいしゃ、Kamishiro Corporation）はドールに神格を見出し、信仰の対象とすることを目的に結成された企業。所有するドールの個体数では他の企業を大きく上回るが、祭事の一切は人間が取り仕切っているためドールの意志が反映されることは無く実態は「お飾り」に等しい。
大日本帝国海軍が基になっている。この陣営のドールは薔薇帝国に強く、銀翼財団に弱い。
| 艦種     | 艦級   | 艦名   | 声優       | 備考                       |
| -------- | ------ | ------ | ---------- | -------------------------- |
| 戦艦     | 金剛型 | 金剛   | 鬼頭明里   |                            |
| 戦艦     | 金剛型 | 比叡   | －         |                            |
| 戦艦     | 扶桑型 | 扶桑   | 浅川悠     |                            |
| 戦艦     | 扶桑型 | 山城   | 井口裕香   |                            |
| 戦艦     | 長門型 | 長門   | －         |                            |
| 戦艦     | 長門型 | 陸奥   | 水樹奈々   |                            |
| 戦艦     | 大和型 | 大和   | 早見沙織   |                            |
| 空母     | 天城型 | 赤城   | 小清水亜美 |                            |
| 空母     | 加賀型 | 加賀   | 植田佳奈   |                            |
| 空母     | －     | 蒼龍   | －         |                            |
| 空母     | －     | 飛龍   | －         |                            |
| 空母     | 翔鶴型 | 翔鶴   | 能登麻美子 | 初心者限定ログインボーナス |
| 空母     | 翔鶴型 | 瑞鶴   | 佐藤利奈   |                            |
| 空母     | －     | 大鳳   | 茅原実里   |                            |
| 軽空母   | －     | 瑞穂   | －         |                            |
| 軽空母   | 千歳型 | 千歳   | 緒方佑奈   |                            |
| 軽空母   | 千歳型 | 千代田 | 薄井友里   |                            |
| 軽空母   | 隼鷹型 | 飛鷹   | 藤本彩花   |                            |
| 重巡洋艦 | 古鷹型 | 加古   | －         |                            |
| 重巡洋艦 | 妙高型 | 妙高   | 高橋李依   |                            |
| 重巡洋艦 | 妙高型 | 那智   | 大久保瑠美 |                            |
| 重巡洋艦 | 妙高型 | 足柄   | 佐倉綾音   |                            |
| 重巡洋艦 | 妙高型 | 羽黒   | 堀江由衣   |                            |
| 重巡洋艦 | 高雄型 | 高雄   | 原由実     |                            |
| 重巡洋艦 | 高雄型 | 愛宕   | 南央美     |                            |
| 重巡洋艦 | 高雄型 | 鳥海   | －         |                            |
| 重巡洋艦 | 最上型 | 最上   | 和泉風花   |                            |
| 軽巡洋艦 | －     | 夕張   | 新井里美   |                            |
| 軽巡洋艦 | 球磨型 | 北上   | 戸松遥     |                            |
| 軽巡洋艦 | 川内型 | 川内   | 長野佑紀   |                            |
| 駆逐艦   | 睦月型 | 卯月   | －         |                            |
| 駆逐艦   | 綾波型 | 綾波   | －         |                            |
| 駆逐艦   | 綾波型 | 敷波   | －         |                            |
| 駆逐艦   | 暁型   | 暁     | －         |                            |
| 駆逐艦   | 暁型   | 響     | －         |                            |
| 駆逐艦   | 白露型 | 白露   | 浅見春那   |                            |
| 駆逐艦   | 白露型 | 夕立   | 上坂すみれ |                            |
| 駆逐艦   | 陽炎型 | 陽炎   | 洲崎綾     |                            |
| 駆逐艦   | 陽炎型 | 不知火 | 釘宮理恵   |                            |
| 駆逐艦   | 陽炎型 | 親潮   | 南條愛乃   | 初期艦隊                   |
| 駆逐艦   | 陽炎型 | 雪風   | －         |                            |
| 駆逐艦   | 陽炎型 | 天津風 | －         |                            |
| 駆逐艦   | 陽炎型 | 萩風   | 竹達彩奈   |                            |
| 駆逐艦   | 夕雲型 | 早霜   | 佐藤亜美菜 |                            |
| 駆逐艦   | 秋月型 | 秋月   | －         |                            |
| 駆逐艦   | 島風型 | 島風   | 鬼頭明里   |                            |

### 銀翼財団
銀翼財団（ぎんよくざいだん、Silver Wing Foundation）は薔薇帝国の下請けによる植民地経営から脱退・独立した13の企業が結成した連合体で、技術力と資金力では他企業を圧倒する反面、莫大な財政赤字のため公共サービス維持に困難をきたしている。
アメリカ海軍が基になっている。この陣営のドールは神代会社に強く、黒鋒重工に弱い。
| 艦種     | 艦級                  | 艦名               | 声優       | 備考     |
| -------- | --------------------- | ------------------ | ---------- | -------- |
| 戦艦     | ワイオミング級        | ワイオミング       | 櫻庭有紗   |          |
| 戦艦     | ニューヨーク級        | ニューヨーク       | －         |          |
| 戦艦     | ペンシルベニア級      | ペンシルベニア     | 稲垣好     |          |
| 戦艦     | コロラド級            | コロラド           | 名塚佳織   |          |
| 戦艦     | コロラド級            | メリーランド       | －         |          |
| 戦艦     | ノースカロライナ級    | ノースカロライナ   | 生天目仁美 |          |
| 戦艦     | サウスダコタ級        | サウスダコタ       | 田中理恵   |          |
| 空母     | レキシントン級        | レキシントン       | 日笠陽子   |          |
| 空母     | レキシントン級        | サラトガ           | 野中藍     |          |
| 空母     | ヨークタウン級        | ヨークタウン       | 大原さやか |          |
| 空母     | ヨークタウン級        | エンタープライズ   | 悠木碧     |          |
| 空母     | ヨークタウン級        | ホーネット         | 桑原由気   |          |
| 空母     | －                    | ワスプ             | 長野佑紀   |          |
| 空母     | エセックス級          | エセックス         | 小澤亜李   |          |
| 空母     | エセックス級          | ボノム・リシャール | 春村奈々   |          |
| 空母     | エセックス級          | シャングリラ       | －         |          |
| 空母     | ミッドウェイ級        | ミッドウェイ       | 大西沙織   |          |
| 軽空母   | －                    | ラングレー         | 長谷川里桃 |          |
| 重巡洋艦 | ペンサコーラ級        | ペンサコーラ       | 緒方佑奈   |          |
| 重巡洋艦 | ノーザンプトン級      | ノーザンプトン     | 櫻庭有紗   |          |
| 軽巡洋艦 | セントルイス級        | ヘレナ             | 阿澄佳奈   |          |
| 軽巡洋艦 | アトランタ級          | アトランタ         | 石川由依   |          |
| 軽巡洋艦 | アトランタ級          | ジュノー           | 上田麗奈   | 初期艦隊 |
| 軽巡洋艦 | アトランタ級          | サンディエゴ       | 黒沢ともよ |          |
| 軽巡洋艦 | アトランタ級          | フリント           | 浅見春那   |          |
| 軽巡洋艦 | クリーブランド級      | クリーブランド     | 伊藤静     |          |
| 軽巡洋艦 | クリーブランド級      | コロンビア         | 井澤詩織   |          |
| 駆逐艦   | コールドウェル級      | コナー             | 藤本彩花   |          |
| 駆逐艦   | ファラガット級        | デイル             | 白城なお   |          |
| 駆逐艦   | マハン級              | マハン             | 竹達彩奈   |          |
| 駆逐艦   | マハン級              | カッシン           | 稲垣好     |          |
| 駆逐艦   | マハン級              | ダウンズ           | 和泉風花   |          |
| 駆逐艦   | グリッドレイ級        | グリッドレイ       | －         |          |
| 駆逐艦   | ベンソン級            | ベンソン           | －         |          |
| 駆逐艦   | フレッチャー級        | フレッチャー       | 今井麻美   |          |
| 駆逐艦   | アレン・M・サムナー級 | ヘインズワース     | －         |          |
| 駆逐艦   | ギアリング級          | ギアリング         | －         |          |
| 駆逐艦   | ギアリング級          | パワー             | －         |          |

### 薔薇帝国
薔薇帝国（ばらていこく、Rose Empire）は血筋と礼節を重視し「文化の発展」を社是とする企業で、ピラミッド式の厳格な階級組織により貴族でなければ管理職に就くことが許されない。
イギリス海軍が基になっている。この陣営のドールは黒鋒重工に強く、神代会社に弱い。
| 艦種     | 艦級                   | 艦名                       | 声優             | 備考                         |
| -------- | ---------------------- | -------------------------- | ---------------- | ---------------------------- |
| 戦艦     | －                     | フッド                     | 川澄綾子         |                              |
| 戦艦     | クイーン・エリザベス級 | クイーン・エリザベス       | 大原さやか       |                              |
| 戦艦     | クイーン・エリザベス級 | ウォースパイト             | －               |                              |
| 戦艦     | （N3型）               | セント・ジョージ           | －               | 計画艦                       |
| 戦艦     | ネルソン級             | ネルソン                   | 柚木涼香         |                              |
| 戦艦     | ネルソン級             | ロドニー                   | -                |                              |
| 戦艦     | キング・ジョージ5世級  | キング・ジョージ5世        | 野口瑠璃子       |                              |
| 戦艦     | キング・ジョージ5世級  | プリンス・オブ・ウェールズ | 井上麻里奈       |                              |
| 戦艦     | －                     | ヴァンガード               | －               |                              |
| 空母     | グローリアス級         | グローリアス               | 斎藤千和         |                              |
| 空母     | グローリアス級         | カレイジャス               | -                |                              |
| 空母     | －                     | アーク・ロイヤル           | 花澤香菜         |                              |
| 空母     | インプラカブル級       | インプラカブル             | －               |                              |
| 空母     | インプラカブル級       | インディファティガブル     | －               |                              |
| 軽空母   | －                     | ハーミーズ                 | 大空直美         |                              |
| 軽空母   | －                     | アーガス                   | －               |                              |
| 軽空母   | －                     | ユニコーン                 | 伊藤静           | 日本版事前登録20万人突破報酬 |
| 重巡洋艦 | ケント級               | サフォーク                 | －               |                              |
| 重巡洋艦 | ロンドン級             | ロンドン                   | －               |                              |
| 重巡洋艦 | ロンドン級             | サセックス                 | －               |                              |
| 重巡洋艦 | ノーフォーク級         | ノーフォーク               | 福原綾香         |                              |
| 重巡洋艦 | ノーフォーク級         | ドーセットシャー           | －               |                              |
| 軽巡洋艦 | リアンダー級           | リアンダー                 | 白城なお         |                              |
| 軽巡洋艦 | リアンダー級           | ネプチューン               | 田中美海         |                              |
| 軽巡洋艦 | グロスター級           | リヴァプール               | －               |                              |
| 軽巡洋艦 | エディンバラ級         | エディンバラ               | 丹下桜           |                              |
| 軽巡洋艦 | エディンバラ級         | ベルファスト               | －               |                              |
| 軽巡洋艦 | ダイドー級             | ダイドー                   | －               |                              |
| 軽巡洋艦 | スウィフトシュア級     | マイノーター               | －               |                              |
| 駆逐艦   | アドミラルティV級      | ヴァンパイア               | 小倉唯           |                              |
| 駆逐艦   | －                     | アマゾン                   | 水瀬いのり       |                              |
| 駆逐艦   | A級 (2代)              | アケロン                   | 田村ゆかり       |                              |
| 駆逐艦   | B級 (2代)              | ビーグル                   | 薄井友里         |                              |
| 駆逐艦   | B級 (2代)              | ブルドッグ                 | －               |                              |
| 駆逐艦   | C級 (2代)              | シグニット                 | 山本希望         |                              |
| 駆逐艦   | F級 (2代)              | フォーチュン               | －               |                              |
| 駆逐艦   | G級 (2代)              | グローウォーム             | 田所あずさ       |                              |
| 駆逐艦   | J級                    | ジャベリン                 | ファイルーズあい |                              |
| 駆逐艦   | J級                    | ジュピター                 | 大坪由佳         | 初期艦隊                     |
| 駆逐艦   | ウェポン級             | バトルアックス             | 鬼頭明里         |                              |

### 黒鋒重工
黒鋒重工（こくほうじゅうこう、Black Blade）は規律の遵守を社是とする全体主義体制の企業で、一大プロジェクトとして建造した数千キロの長大な防波堤により護られている。
国防軍時代のドイツ海軍が基になっている。この陣営のドールは銀翼財団に強く、薔薇帝国に弱い。
| 艦種     | 艦級                     | 艦名                     | 声優       | 備考   |
| -------- | ------------------------ | ------------------------ | ---------- | ------ |
| 戦艦     | シャルンホルスト級       | シャルンホルスト         | 斎藤千和   |        |
| 戦艦     | ビスマルク級             | ビスマルク               | 水樹奈々   |        |
| 空母     | グラーフ・ツェッペリン級 | グラーフ・ツェッペリン   | 内田真礼   |        |
| 空母     | グラーフ・ツェッペリン級 | ペーター・シュトラッサー | －         |        |
| 重巡洋艦 | アドミラル・ヒッパー級   | アドミラル・ヒッパー     | 愛美       |        |
| 重巡洋艦 | アドミラル・ヒッパー級   | ブリュッヒャー           | 水瀬いのり |        |
| 重巡洋艦 | アドミラル・ヒッパー級   | プリンツ・オイゲン       | 悠木碧     |        |
| 重巡洋艦 | アドミラル・ヒッパー級   | ザイドリッツ             | 日高里菜   |        |
| 重巡洋艦 | アドミラル・ヒッパー級   | リュッツオウ             | 茅野愛衣   |        |
| 軽巡洋艦 | ケーニヒスベルク級       | ケーニヒスベルク         | 野口瑠璃子 |        |
| 軽巡洋艦 | ケーニヒスベルク級       | カールスルーエ           | －         |        |
| 軽巡洋艦 | ライプツィヒ級           | ライプツィヒ             | 桜咲千依   |        |
| 軽巡洋艦 | ライプツィヒ級           | ニュルンベルク           | 春村奈々   |        |
| 駆逐艦   | 1934型                   | Z1                       | 諏訪彩花   |        |
| 駆逐艦   | 1934型                   | Z3                       | 門脇舞以   |        |
| 駆逐艦   | 1936A型                  | Z26                      | 山崎はるか |        |
| 駆逐艦   | （1944型）               | Z52                      | －         | 計画艦 |

### 黒潮
人類に対して反抗するアビスドール達の抵抗組織。「スヌープの目」なる上位組織がある。
| 艦種 | 艦級 | 名前     | 声優 | 備考                       |
| ---- | ---- | -------- | ---- | -------------------------- |
| －   | －   | ミスティ | －   | チュートリアルナビゲーター |

### コラボレーション
コラボレーションのプレイアブルキャラクター。
| 初出       | 艦種     | 艦名     | 声優     | 備考                                   |
| ---------- | -------- | -------- | -------- | -------------------------------------- |
| にじさんじ | 戦艦     | 樋口楓   | 樋口楓   | ゲーム内では銀翼財団所属として扱われる |
| にじさんじ | 空母     | 月ノ美兎 | 月ノ美兎 | ゲーム内では銀翼財団所属として扱われる |
| にじさんじ | 空母     | 静凛     |          | ゲーム内では銀翼財団所属として扱われる |
| にじさんじ | 重巡洋艦 | 椎名唯華 | 椎名唯華 | ゲーム内では銀翼財団所属として扱われる |

## 用語
ドール
海洋資源の争奪戦のために開発された軍事用のアンドロイド。ドールは資源発掘と海戦を目的に設計しているため、高い戦闘力を持つ。外見は人間の女性に酷似しているが、内部はアビスコアを中心に金属骨格と精密機器で構成している。ドールは飽くまで人間に使役される機械のため交戦や事故で破損した者は廃棄される。
アビスドール
意識が覚醒したドールがさらに艦船だったころの記憶を取り戻して覚醒し、機能制限を取り払ったもの。外見や機能や性格が大きく変化する。(ただし外見は変化しても性格は変わらないものもいる)アビスドールは人達から迫害の対象となって入るが、秘密裏に体制側で争っているアビスドールもいる。
深淵覚醒
ドールをアビスドールに覚醒させること。不慮の事故で深淵覚醒した場合は自我や理性が消失するが、時間が経つと自我が戻ることがある。黒潮の制御下でアビスドール化した場合は自我や理性を保ったまま覚醒が完了するが、その際、必要な素材がいる。

## 楽曲
テーマソング「深淵」
歌唱：ヰ世界情緒 feat. 花譜
作詞・作曲・編曲：香椎モイミ

## 宣伝活動
YouTube Live、Twitter、ニコニコ生放送で公式番組の配信を実施。
| 配信年 | 月日    | タイトル                   | MC                         | ゲスト |
| ------ | ------- | -------------------------- | -------------------------- | --- |
| 2021年 | 4月23日 | 公式生放送「春の深淵講座」 | マフィア梶田               | 門脇舞以、長野佑紀                                                                                         |
| 2021年 | 5月14日 | 公式生放送「深淵覚醒SP」   | 天野ひろゆき（キャイ〜ン） | ウド鈴木（キャイ〜ン）、神田笑一（にじさんじ）、甲斐田晴（〃）、エリー・コニファー（〃）、周央サンゴ（〃） |